# 埃伯霍尔岑
埃伯霍尔岑是德国下萨克森州的一个市镇。总面积12.18平方公里，总人口609人，其中男性304人，女性305人（2011年12月31日），人口密度50人/平方公里。